# Char de Monteleone

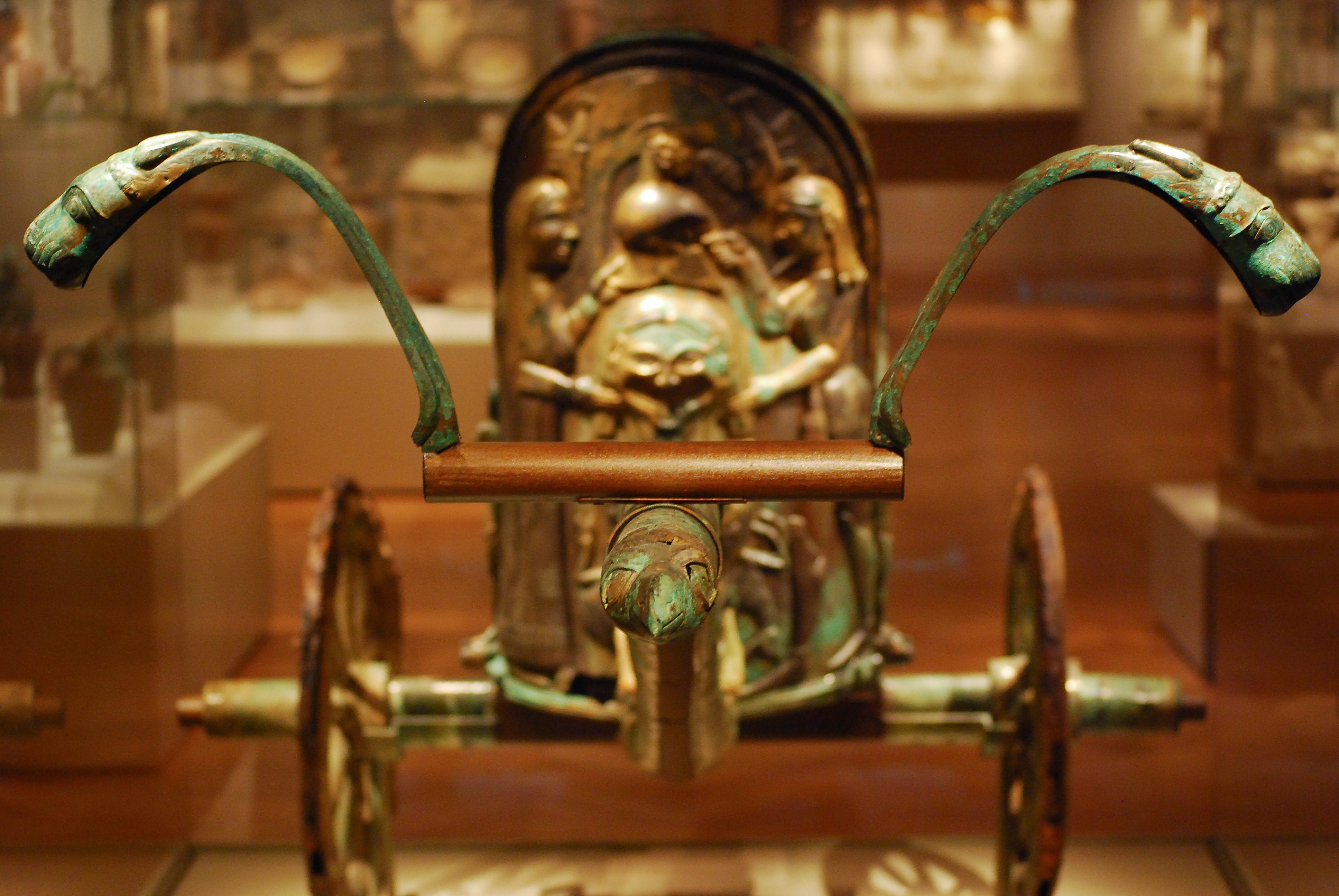
Le char vu de face.

Le seul char   étrusque, appelé aussi char de Monteleone, retrouvé intact date de l'an 530 av. J.-C. et est conservé au Metropolitan Museum of Art (Met) de New York. Sur environ 300 chars antiques dont l'existence est connue, seuls six sont raisonnablement complets, le char étrusque de Monteleone est le mieux préservé et le plus complet de tous. Carlos Picón, conservateur du département Gréco-romain du Met, le désigna comme « la plus grande pièce de bronze étrusque du monde ».

## Description

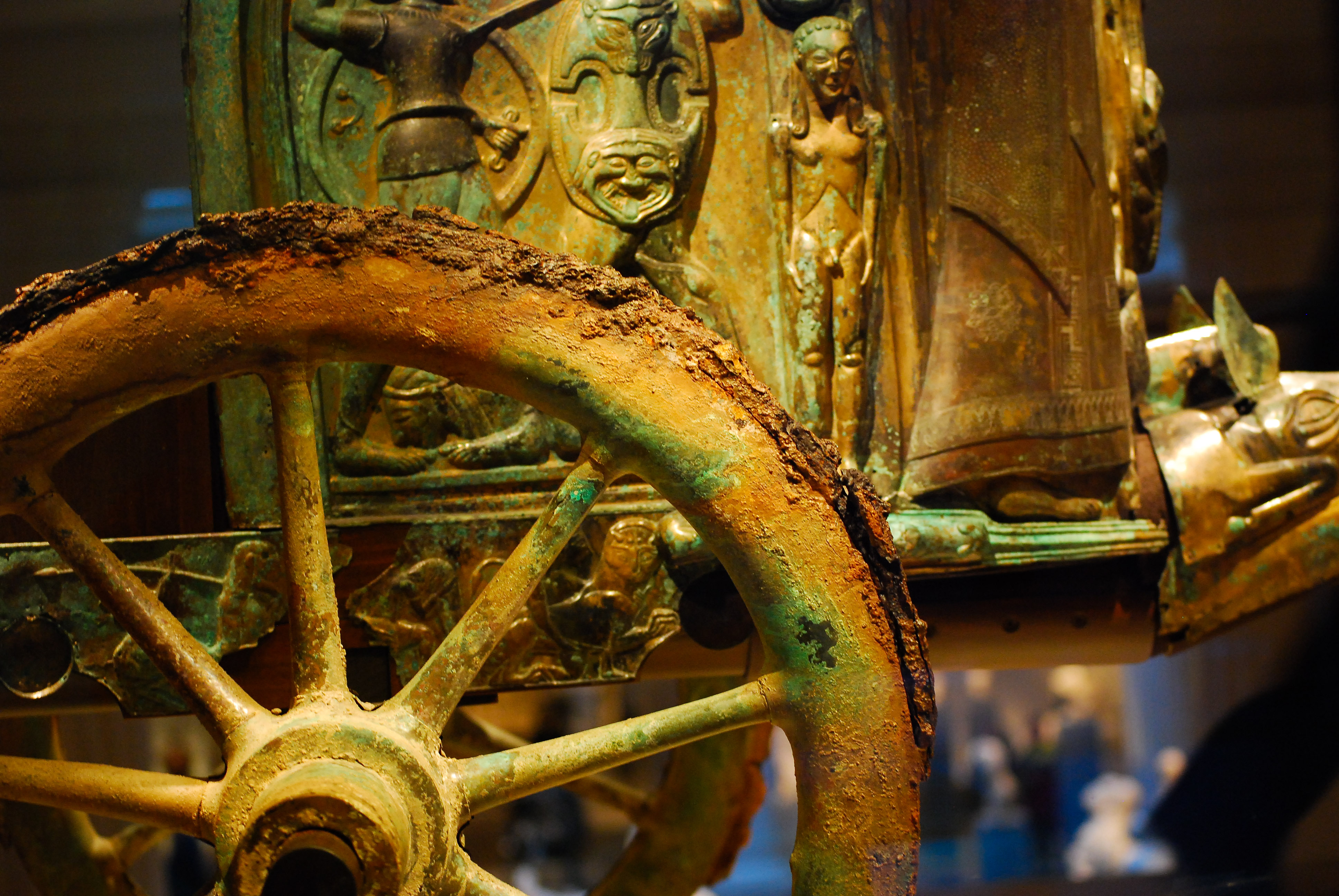
Détail d'une roue.

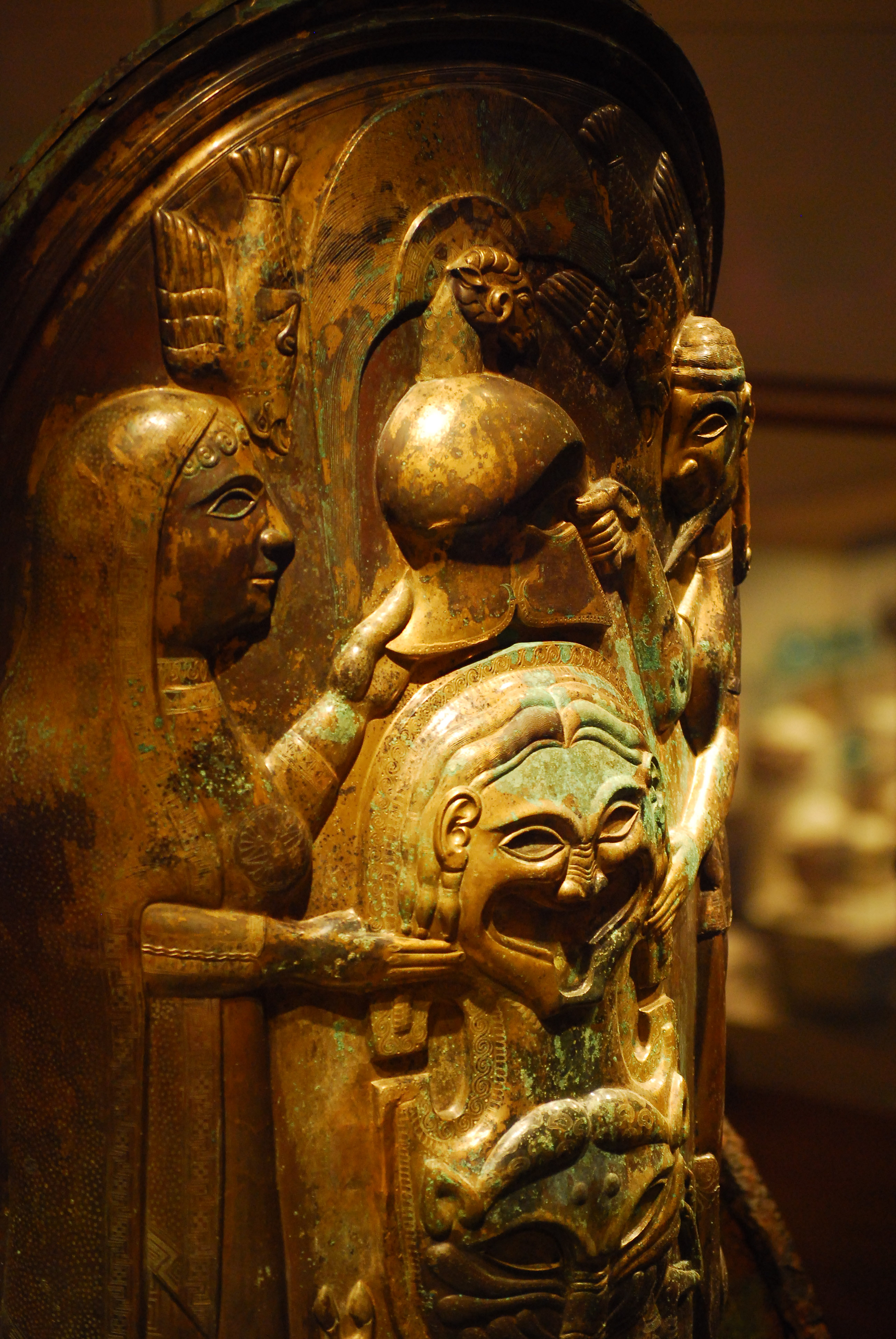
Détail du tablier.

Le char était un élément d'une « tombe à char » et contenait ainsi les restes de deux corps humains accompagnés de leurs calices. Il est orné de plaques de bronze incrustées d'ivoire représentant en relief des scènes mythologiques, et rappelant le chaudron de Gundestrup.
La structure en bois n'est pas d'époque et le timon n'a pas été reconstitué dans sa pleine longueur. Les reliefs en bronze du char représentent trois épisodes de la vie d'un guerrier ou d'un héros, peut-être Achille. Au centre, une femme, peut-être Thétis, la mère d'Achille, apporte un casque et une armure. Sur l'un des côtés, le héros se bat avec un autre guerrier, peut-être Memnon, au-dessus d'un troisième personnage à terre. Sur l'autre côté, le héros conduisant un char ailé peut représenter l'apothéose d'Achille (se rendant sur l'île Blanche).
Le char mesure 1,31 m de hauteur. Ses roues ont neuf rayons, contre quatre pour les chars grecs classiques, six pour les égyptiens, huit pour les assyriens ou les perses, les roues des chars celtes en comportant jusqu'à douze.

## Histoire et provenance
Il fut retrouvé en 1902 à Monteleone di Spoleto, près de Spoleto en Ombrie (province de Pérouse), par un paysan, Isidore Vannozzi, alors qu'il creusait une cave à vin. Vannozzi, inquiet que les autorités pussent le lui confisquer, le cacha dans sa grange et le vendit plus tard à deux Français contre, selon la famille, deux vaches (ou selon le maire du village, contre trente tuiles de terre cuite). Des rumeurs persistantes indiquent que d'autres pièces notoires auraient été découvertes à la même époque et vendues séparément sur le marché noir.
Le char fut ensuite vendu au Metropolitan museum à Florence en 1903, et illégalement exporté hors d'Italie. La commune de Monteleone, où une copie grandeur nature du char est exposée depuis le milieu du XXe siècle, cherche toujours à le récupérer, mais les porte-parole du musée ont « respectueusement décliné » sa demande.

## Faux en art
Dans les mêmes années, Pio et Alfonso Ricardi et trois de leurs fils, avec le vendeur d'art  Domenico Fuschini, fabriquèrent en 1908 un chariot de bronze prétendument découvert dans une tombe étrusque près d'Orvieto. Ils furent missionnés pour le restaurer par le British Museum qui l'acheta et l'intégra à ses collections en 1912.
Le Metropolitan Museum of Art fut également atteint par les mêmes faussaires qui lui procurèrent des vestiges de plusieurs statues de guerriers en terracotta  entre 1915 et 1921. Expertisés comme authentiques, il fallut attendre 1961 et l'aveu du sculpteur Alfredo Fioravanti pour que leur fausseté soit reconnue par le musée.